# The Age of Spiritual Machines
The Age of Spiritual Machines: When Computers Exceed Human Intelligence är en bok av uppfinnaren och futurologen Ray Kurzweil från 1999, som handlar om artificiell intelligens och den framtida riktningen för mänskligheten.
Kurzweil tror evolution visar att människor en dag kommer att skapa maskiner mer intelligenta än de själva. Han presenterar sin "law of accelerating returns" för att förklara varför "viktiga händelser" inträffa allt oftare med tiden. Det förklarar också varför den beräkningskapaciteten av datorer ökar exponentiellt. Kurzweil skriver att denna ökning är en ingrediens i skapandet av artificiell intelligens, de andra är automatisk kunskapsinhämtning och algoritmer som rekursion, neurala nätverk och genetiska algoritmer.
Kurzweil förutspår maskiner med mänsklig intelligens nivå kommer att finnas tillgängliga från prisvärda datorenheter inom ett par decennier, vilket kommer revolutionera de flesta aspekter av livet. Han säger nanoteknik kommer att förstärka våra kroppar och bota cancer även när människor ansluter sig till datorer via direkta neurala gränssnitt eller lever heltid i virtuell verklighet. Kurzweil förutspår att maskiner   kommer ser ut att ha sin egen "fri vilja" och även "andliga upplevelser". Han säger människor kommer i huvudsak leva för evigt när mänskligheten och dess maskiner blir en och samma. Han förutspår att intelligens kommer att expandera utåt från jorden tills den blir tillräckligt kraftfull för att påverka ödet av universum.